# Schiessenhof
Schiessenhof ist ein Ortsteil des oberschwäbischen Marktes Ottobeuren im Landkreis Unterallgäu.

## Geographie
Die Einöde Schiessenhof liegt etwa zwei Kilometer südwestlich von Ottobeuren. Der Ort ist über Niebers mit dem Hauptort verbunden.

## Geschichte
Im Jahre 1365 kam die Einöde unter dem Namen ze dem Hetzels an das Memminger Spital. Das Kloster Ottobeuren erwarb die Ortschaft und verkaufte sie 1594 an Philipp von Pappenheim. Dieser veräußerte die Einöde im 17. Jahrhundert wieder an das Memminger Unterhospital. Der Ort wurde früher auch Wuchers nach dem Beständner Endres Woucherer, welcher 1466 dort genannt ist, genannt. Schiessenhof gehörte zum Hochgerichtsbezirk der Herrschaft Theinselberg. Bei der Volkszählung 1961 hatte der Ort zwölf Einwohner. Am 1. Mai 1978 wurde Schiessenhof von der Gemeinde Lachen in den Markt Ottobeuren umgegliedert.